# Паукер, Герман Егорович
Ге́рман Его́рович Па́укер (12 (24) октября 1822, Митава — 29 марта (10 апреля) 1889, Санкт-Петербург) — русский механик и военный инженер, известный строитель, заслуженный профессор Николаевской инженерной академии, почётный член Петербургской академии наук. Генерал-лейтенант (01.01.1876) инженерной службы, член Военного совета (1881-1889), в течение четырёх месяцев (ноябрь 1888 — март 1889 гг.) — министр путей сообщения России.

## Биография
Родился 12 октября 1822 года в городе Митаве в семье математика и астронома Магнуса Георга Паукера.
В 1838 году поступил в Главное инженерное училище в Санкт-Петербурге и в 1842 году окончил его старший офицерский инженерный класс; произведён в полевые инженеры поручиком с оставлением при училище репетитором математики. Учителем Паукера по Главному инженерному училищу был С. В. Кербедз.
В 1847 году был командирован в Германию и Францию для стажировки в математике и практической механике. В 1853 году назначен адъюнкт-профессором Николаевской инженерной академии, в 1860 году — инспектором классов Императорского училища, а в 1866 году — профессором механики; занимал эту должность до 1882 года. В качестве профессора читал лекции по строительному искусству и механике в Петербургском технологическом институте (1872—1879).
За всё это время строительная и инженерная деятельность Г. Е. Паукера не прекращалась (причём он занимался как портовым, так и гражданским строительством). В 1850 году он принимал участие в работах по строительству крепостей в Киеве и Бобруйске, а в 1856 году командирован в распоряжение генерала Э. И. Тотлебена и производил обширные работы по усилению Кронштадта временными укреплениями, после чего был назначен состоять при великой княжне Марии Александровне генерал-инспектором по инженерной части, где принимал участие в рассмотрении всех технических дел и проектов. В 1858 году командирован на южный берег Крыма для сбора подробных сведений о строительных материалах и для съёмки местности, берегов и дна Керчь-Еникальского пролива и составления программы укрепления Керчи. В 1859 году Г. Е. Паукер был назначен производителем в комитет, рассматривавший состояние укреплений на побережьях Балтийского и Чёрного морей. Около 1870 года им спроектирован и построен в Кронштадте скрывающийся станок для 11-дюймового орудия, а во время русско-турецкой войны 1877—1878 годов в октябре 1877 года были спроектированы башни-устои для береговых частей наплавного моста через Дунай (который предполагалось построить между городами Турну-Мэгуреле и Никополом). В 1857—1882 гг. Паукер состоял членом строительной конторы Министерства императорского двора и выполнил ряд крупных работ (в числе которых: устройство железного купола над церковью Царскосельского дворца, сооружение деревянных стропил пролётом более 13 саженей с подвесным потолком для большого манежа лейб-гвардии Конного полка и ряд других).
В 1882 году, будучи уже заслуженным профессором инженерной академии, Паукер назначается членом Военного совета. 7 декабря того же года Петербургская академия наук избрала его своим почётным членом. Как член Военного совета, Паукер работал главным образом по устройству казарм, в качестве председателя комиссии он осматривал и оценивал Закаспийские железные дороги. Кроме того, Паукер активно занимался вопросами, касавшимися многих российских портов, улучшения водной системы и некоторых железных дорог. Он также участвовал в постройке Николаевского моста через Неву, устроил леса для ремонта шпиля Петропавловского собора, восстановил гранитный монолит Александровской колонны, разработал проект башни для нового 30-дюймового рефрактора Пулковской обсерватории (1883—1884), участвовал и во многих других менее важных работах. Современники отмечали безукоризненную честность Г. Е. Паукера и его постоянную готовность оказания помощи окружающим.
7 ноября 1888 г. Г. Е. Паукер был назначен министром путей сообщения России, но этот пост занимал всего несколько месяцев — 29 марта 1889 г. он умер. Похоронен на Смоленском лютеранском кладбище.
По завещанию обширная библиотека Паукера была передана в дар Николаевской инженерной академии.

## Научная деятельность
Основные исследования Г. Е. Паукера относятся к строительной механике; в частности, он стал одним из основоположников учения о строительных материалах.
На основе принципа возможных перемещений Паукер разработал метод расчёта сводов, который получил широкое распространение в России. Этот метод изложен в его статье «О проверке устойчивости цилиндрических сводов» (1849).
Применяя кинематические методы к расчёту сводов, Г. Е. Паукер выяснил условия их устойчивости, разработал метод графического расчёта арок. Предложил теорию необходимой глубины заложения фундамента. Внёс существенный вклад в механику грунтов.
Комиссия, возглавляемая Г.Е. Паукером, отвергла идею А.Ф. Можайского о создании летательного аппарата.
Научные труды Паукера при его жизни публиковались редко. Главный его труд — книга «Строительная механика. Курс Николаевской инженерной академии» (СПб., 1891) — вышла в свет уже после кончины автора благодаря трудам профессора В. Л. Кирпичёва. Эта работа заслужила высокую оценку специалистов и долгое время считалась классическим трудом в своей области, отличаясь исключительной ясностью и простотой изложения предмета.
Уже после смерти Г. Е. Паукера была опубликована («Журнал Министерства путей сообщения», 1889, № 40) составленная им в 1857 году пояснительная записка к проекту морской батареи.

## Награды
- Орден Святой Анны 3-й степени (28.12.1849)
- Орден Святой Анны 2-й степени (06.12.1853)
- Императорская корона к ордену Святой Анны 2-й степени (25.01.1856)
- Орден Святого Владимира 4-й степени (17.04.1862)
- Орден Святого Владимира 3-й степени (19.04.1864)
- Орден Святого Станислава 1-й степени (31.03.1868)
- Орден Святой Анны 1-й степени (24.11.1869)
- Орден Святого Владимира 2-й степени (16.04.1872)
- Табакерка с вензелем Его Императорского Величества (03.01.1873)
- Золотая табакерка с алмазами и вензелем Его Императорского Величества (27.12.1873)
- Орден Белого орла (30.08.1878)
- Орден Святого Александра Невского (28.03.1882)
- Бриллиантовые знаки к ордену Святого Александра Невского (30.08.1885)
- Знак отличия беспорочной службы за XV лет (22.08.1858)